# Wang Shenchao
Wang Shenchao (en xinès: 王燊超; Pinyin: Wáng Shēnchāo) (* Xangai, 8 de febrer de 1989), és un futbolista xinès, s'exerceix com defensa, és capità del seu equip.

## Clubs
| Club             | País | Any  | Partits | Gols |
| Shanghai Donghai | Xina | 2006 | 170     | 8    |

## Palmarès
- Shanghai Donghai
  - Xina League One: 2012
  - Xina League Two: 2007